# 越後交通長岡線
長岡線（ながおかせん）は、新潟県長岡市に本社を置く越後交通が運行していた、三島郡越路町（現長岡市）の来迎寺駅から西長岡駅、大河津駅（現JR越後線寺泊駅）を経由して、三島郡寺泊町（現長岡市）の寺泊駅（前出の現・寺泊駅とは異なる）までを結んでいた鉄道路線。

## 路線データ
- 路線距離（営業キロ） : 39.2km
- 軌間 : 1,067mm
- 駅数（起終点駅を含む）: 27駅
- 複線区間 : なし（全線単線）
- 電化区間 : 全線（直流1,500V）

## 歴史

### 計画から開業まで
来迎寺側からは魚沼鉄道（後の国鉄魚沼線）から続く形で新魚沼鉄道として計画され、1914年（大正3年）3月3日に長岡市の木村松二郎の申請により中貫鉄道として設立した。同年8月7日に長岡市の清水常作らが申請した長岡鉄道と合併し社名を変更した。当初、信濃川を渡り国鉄長岡駅へ接続する計画だったが長大な鉄橋の建設費を確保できずに挫折。そのため西長岡で来迎寺側へ向かう線路と寺泊側へ向かう線路がスイッチバックする線形となった。なお、長岡駅から蔵王、与板を経て大河津で越後鉄道（現JR越後線）に接続し寺泊へ至る、三国街道を辿る経路も候補に上がっていた。
路線の選定に関して、日吉村から与板町にかけての地域（現在の長岡市）は当初、実際に建設されたルートより東側にある集落を結ぶルートで免許された。1914年に西側の集落を結ぶルートへの変更が申請されたが、沿線の町村は線路の敷設で水路が遮断されて洪水時の被害が大きくなることや、小学校の通学路と線路が交差して児童に危険が及ぶなどとしてルート変更に反対。最終的には東側集落と西側集落のあいだに広がる農地を貫くルートに再変更されて建設された。
与板町内は線路は街中を通っていたものの、町中心部が既に住宅地であったため与板駅の用地買収は難航し、結局街外れに設置されたことで利便性が悪かった。また長岡鉄道の開業により、それまで旅客・貨物輸送の中心を担っていた信濃川・黒川を利用した蒸気船等による船運は衰退を余儀なくされている。

### 開業後から廃止まで
こうして1915年（大正4年）10月7日与板 - 大河津 - 寺泊間が長岡鉄道として開業した。1916年（大正5年）1月5日西長岡 - 与板間が延伸開業、1921年（大正10年）11月18日来迎寺 - 西長岡間（来迎寺線）が延伸開業し、全線開通を果たした。1928年（昭和3年）には日本で初めてディーゼルカーを導入している。沿線住民には長鉄（ちょうてつ）の通称で親しまれていた。しかし、国鉄長岡駅への乗り入れが無く、非電化路線であることから運行速度の遅い長岡鉄道は深刻な赤字に悩まされた。そこで1950年（昭和25年）に経営再建のために衆議院議員であった田中角栄が社長に就任し、1951年（昭和26年）より高速化のために全線電化が行われた。この成果により田中は当時旧新潟3区の中では疎遠であった三島郡を票田とすることに成功する。電化により1日数本であった本数も増発・高速化されたため、従来長岡市内への通勤・通学者は冬季間の下宿を余儀なくされていたが、通年して通うことが可能となった。夏になると寺泊方面に行く海水浴客で賑わい、客車も「マッチ箱」の愛称で親しまれていた。
1960年（昭和35年）長岡鉄道・栃尾鉄道・中越自動車の三社合併により越後交通となると長岡線と改称された。しかし長岡市中心部への接続がない当線は、自家用車の普及や需要の減少により乗客数は減り続け、1975年（昭和50年）3月31日限りで旅客営業が廃止された。その後は貨物専業に転換、区間を縮小しながらも営業を続けたものの、こちらも既に需要が頭打ちであった。そして1995年（平成7年）3月31日限りで全線が廃止となった。鉱山、臨海臨港鉄道の類を除けば、旅客営業の廃止後20年に渡り貨物営業のみが行われていたのは、日本では珍しい例である。また1960年（昭和35年）から西長岡駅より日産化学工業長岡工場専用線が存在していたが、1972年（昭和47年）に工場閉鎖に伴い廃止された。

### 廃止後

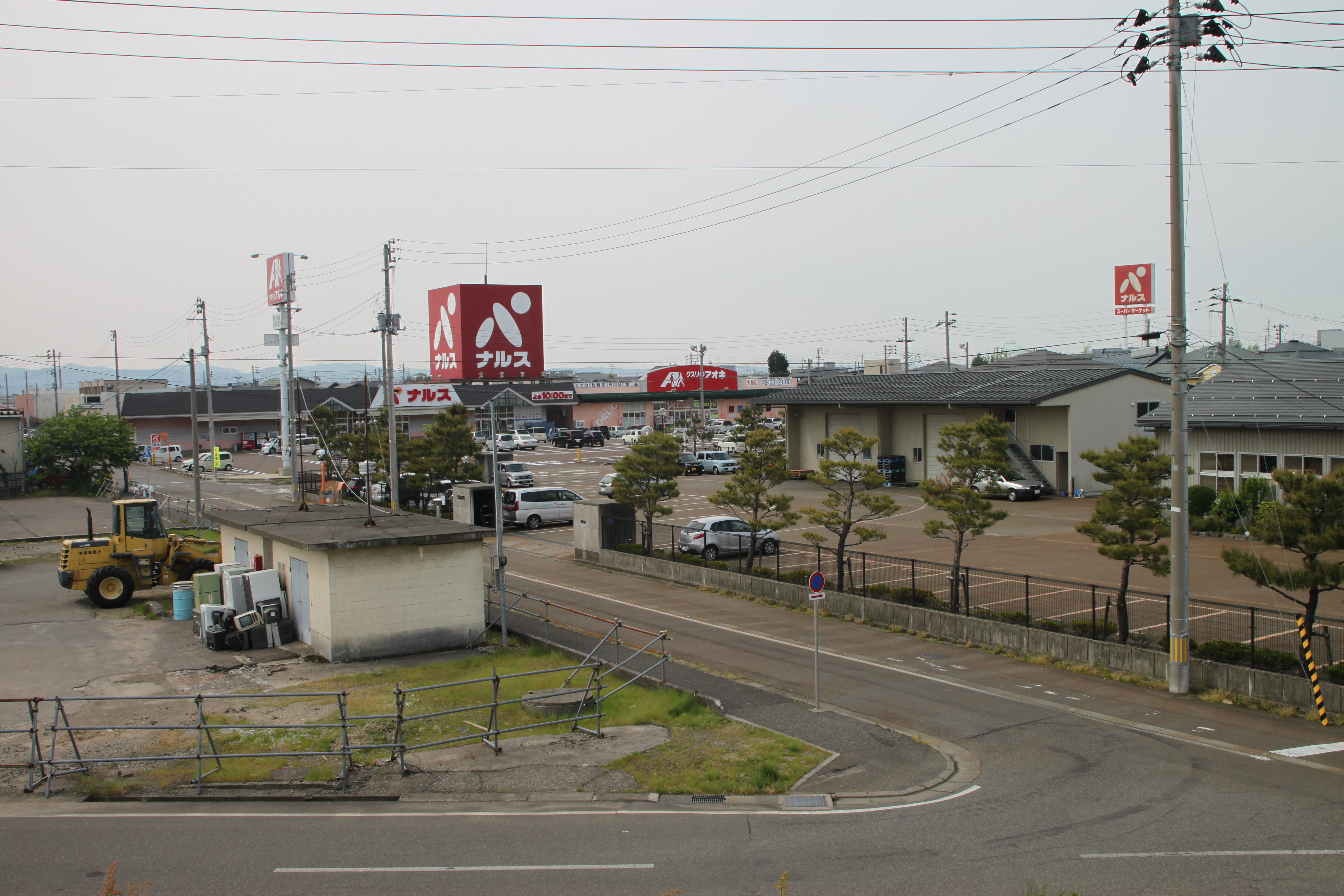
西長岡駅跡。斜めに走る道路の右側一帯が旧構内。（2011年5月20日撮影）

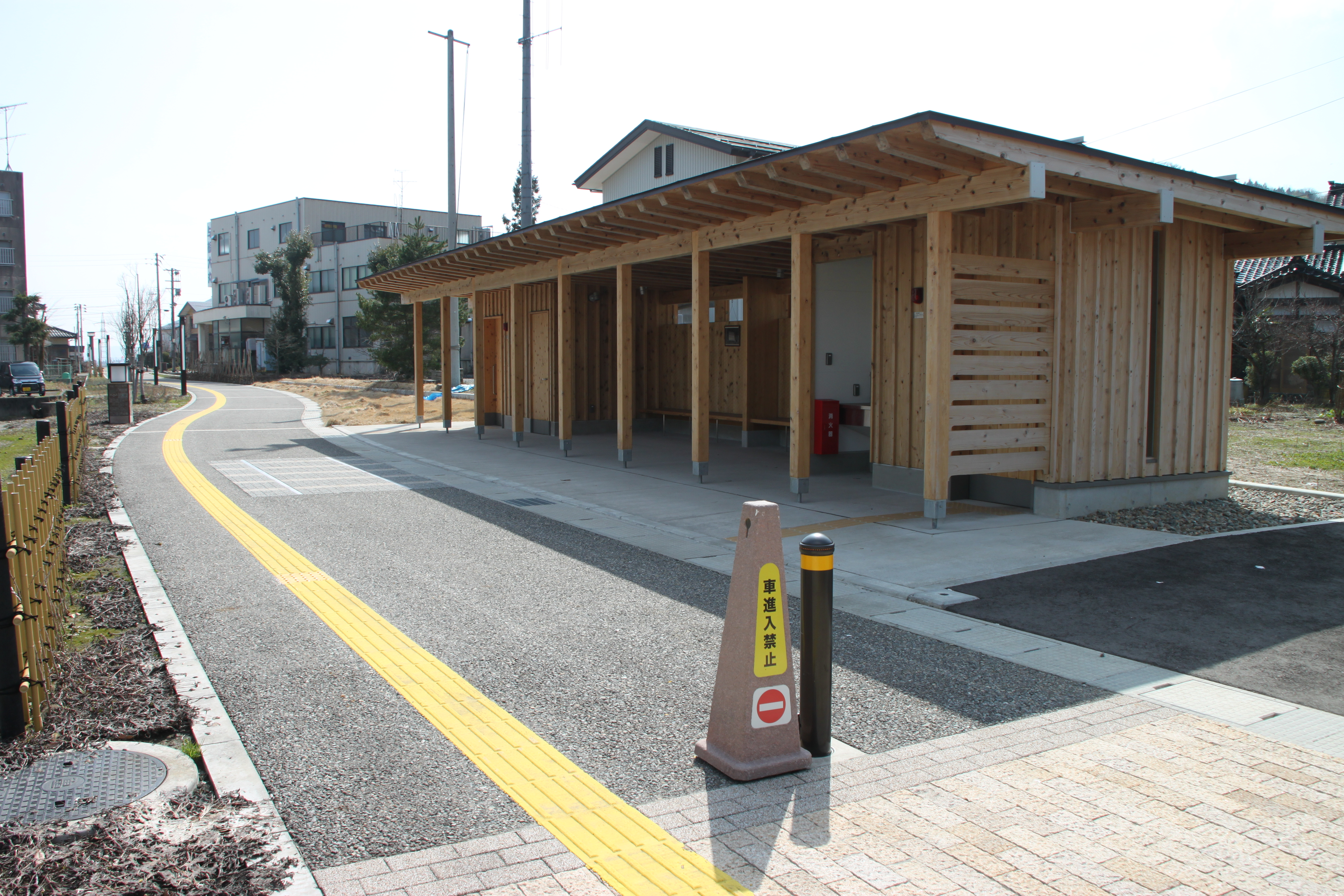
上与板駅跡。休憩所が建築され、線路跡は遊歩道として整備されている。（2012年4月12日撮影）

現況のバス路線図。黄緑や赤色の路線は当路線と近い運行形態をとる。

旅客営業廃止後も多くの区間で線路・架線は残され、地元では「いつかまた角さん（かつての社長である田中角栄）が長鉄を走らせてくれる」とまことしやかな噂も流れた（実は撤去費用の問題がネックとなっていた）。事実、越後交通側も廃線後数年間は路線復活を検討したこともあったが、結局コストや設備面、そして採算性の問題で構想は立ち消えとなった。また、廃線跡をサイクリングロード化しようとする計画が周辺町村の間で上ったが、市町村合併に伴い計画自体は凍結されている。なお、沿線の旧市町村はいずれも長岡市に編入合併されている。
廃線後、上与板 - 与板駅間は一部区間において線路・架線柱等がそのまま残っていたが、2007年度（平成19年度）中にすべて撤去され更地となった。今後は遊歩道や生活道路として整備中であり、一部完工している。
また、図に示したように2018年4月現在では越後交通が長岡駅と西長岡・関原・脇野町・与板を結ぶ路線バス、および長岡駅と与板・大河津（JR寺泊駅）・寺泊を結ぶ路線バスを運行している。

### 年表
- 1911年（明治44年）4月24日 長岡鉄道に対し軽便鉄道に指定（長岡-寺泊間）[6]
- 1912年（大正1年）10月25日 中越鉄道[* 4]に対し鉄道免許状下付（三島郡来迎寺村-同郡深才村間 軌間762mm）[8]
- 1913年（大正2年）
  - 2月10日 長岡鉄道に対する鉄道免許失効[9][* 5]
  - 6月14日 中貫鉄道に対し鉄道免許状下付（三島郡日越村-同郡与板町間 軌間762mm）[10]
- 1914年（大正3年）
  - 1月31日 新中貫鉄道に対し鉄道免許状下付（三島郡与板町-同郡寺泊町間 軌間762mm）[11]
  - 3月3日 中貫鉄道設立
  - 6月12日 新中貫鉄道の敷設免許を中貫鉄道に譲渡。起業目論見変更（三島郡深才村-同郡寺泊間 軌間762mm）[12]　
  - 8月7日 長岡鉄道に社名変更
- 1915年（大正4年）10月7日 与板 - 大河津 - 寺泊間が開業[13]
- 1916年（大正5年）
  - 1月5日 西長岡 - 与板間が延伸開業[14]
  - 10月27日 町軽井駅開業[15]
- 1917年（大正6年）4月10日 鉄道免許状下付（三島郡深才村-長岡市城内町間）　[16]
- 1918年（大正7年）7月5日 鉄道免許失効（三島郡深才村-長岡市城内町間）　[17]
- 1921年（大正10年）
  - 11月1日 岩方駅開業[18]
  - 11月18日 来迎寺 - 西長岡間が延伸開業し、全線開通[19]
- 1922年（大正11年）5月27日 寺泊海水浴駅開業[20]
- 1926年（大正15年）5月1日 鉄道免許状下付（佐渡郡両津町-同郡相川町間）[21]
- 1928年（昭和3年） 
  - 日本で初めてディーゼルカーを導入
  - 5月6日 上与板駅開業
  - 7月26日 寺泊温泉駅開業
- 1930年（昭和5年）4月15日 軽便鉄道免許失効（佐渡郡両津町-同郡相川町間）[22]
- 1934年（昭和9年）6月1日 有栗駅開業
- 1937年（昭和12年）10月9日 鉄道免許一部取消（三島郡与板町-同郡寺泊町間中寺泊町地内）[23]
- 1950年（昭和25年） 長岡鉄道社長に田中角栄が就任。電化による高速化が推し進められる
- 1951年（昭和26年）12月1日 西長岡 - 寺泊間電化。工事期間約70日での電化は当時としては異例の速さであった
- 1952年（昭和27年）
  - 4月 越後大津駅が開業
  - 11月21日 来迎寺 - 西長岡間が電化され、全線電化完成
- 1954年（昭和29年）10月 越後日吉駅が開業
- 1960年（昭和35年） 
  - 西長岡駅より日産化学工業長岡工場専用線（現在の長岡市営陸上競技場周辺）が開業
  - 10月1日 栃尾鉄道、中越自動車との3社合併により越後交通が発足。同社の長岡線となる
- 1961年（昭和36年）
  - 8月5日 8・5集中豪雨により、一部区間が不通となる
  - 10月3日 寺泊新道 - 寺泊（初代）間が休止
- 1966年（昭和41年）5月31日 寺泊新道 - 寺泊（初代）間が廃止。同時に寺泊新道駅が寺泊駅（2代目）に改称
- 1969年（昭和44年） 長岡市立西中学校開校に伴い、西中学校前駅が開業
- 1972年（昭和47年） 
  - 工場閉鎖に伴い日産化学工業長岡工場専用線が廃止
  - 4月16日 来迎寺 - 西長岡間の旅客営業廃止
- 1973年（昭和48年）4月16日 大河津 - 寺泊（2代目）間廃止
- 1975年（昭和50年）4月1日 越後関原 - 大河津間廃止。西長岡 - 越後関原間の旅客営業が廃止され、旅客営業全廃
- 1992年（平成4年）4月1日 西長岡 - 越後関原間休止
- 1993年（平成5年）3月31日 休止中の西長岡 - 越後関原間廃止[24]
- 1995年（平成7年）
  - 3月23日 貨物列車の営業運転最終日
  - 4月1日 来迎寺 - 西長岡間が廃止され、長岡線全廃[1]。なお、3月27日の貨車返却回送終了をもって列車の運行はなくなっていた

## 駅一覧
- 全駅新潟県に所在。

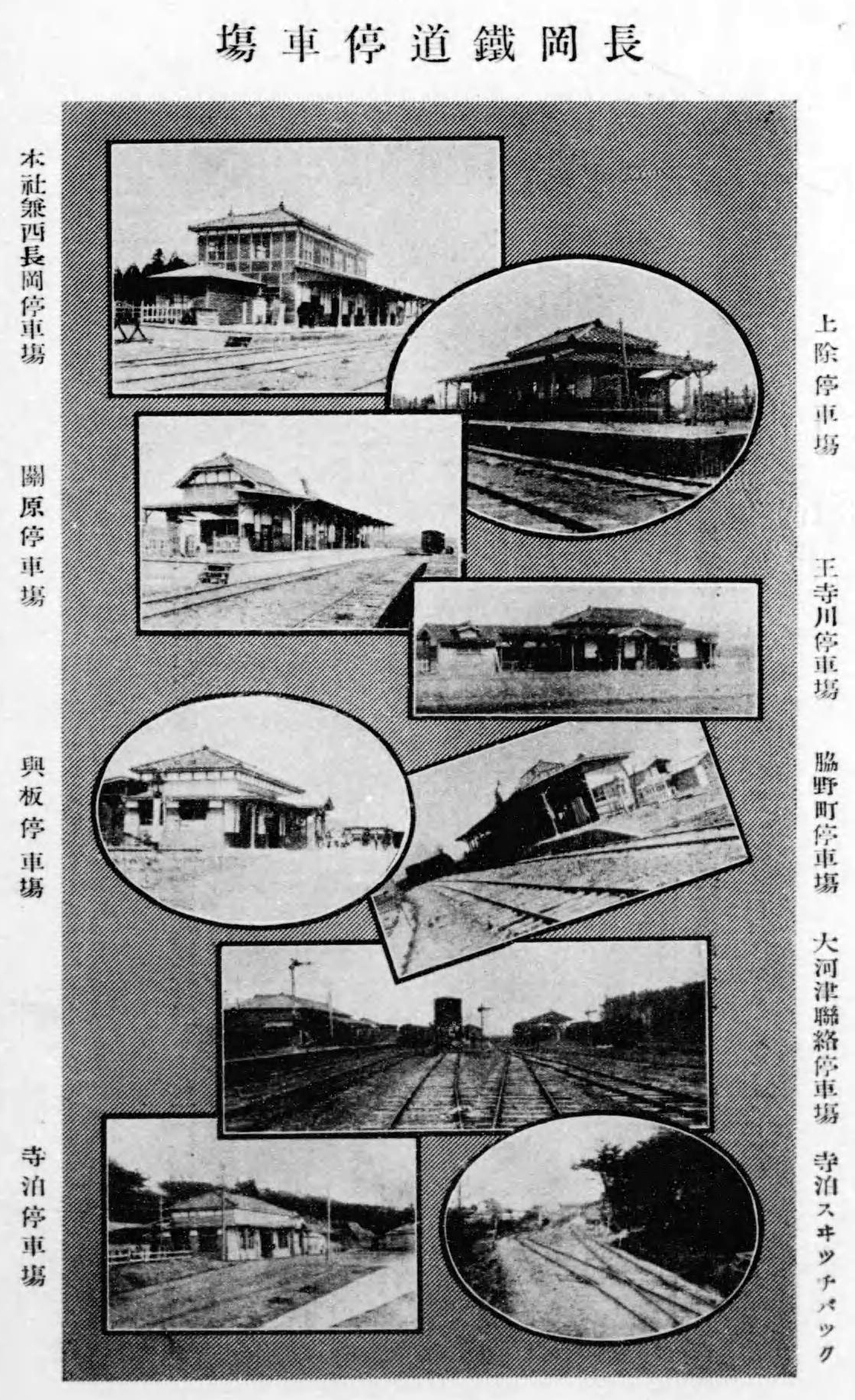
長岡鉄道の停車場。『長岡鉄道案内』（大正5年、長岡鉄道発行）より。

- 所在地の市町村名・接続路線の事業者名は廃止時点のもの。

| 駅名                      | 駅間 キロ | 営業 キロ | 接続路線                                            | 所在地               | 所在地 |
| ------------------------- | --------- | --------- | --------------------------------------------------- | -------------------- | ------ |
| 来迎寺駅                  | -         | 0.0       | 日本国有鉄道：信越本線・魚沼線（1984年3月31日まで） | 三島郡越路町         |        |
| 深沢駅                    | 1.7       | 1.7       |                                                     | 長岡市               |        |
| 上富岡駅                  | 1.6       | 3.3       |                                                     | 長岡市               |        |
| 才津駅                    | 1.3       | 4.6       |                                                     | 長岡市               |        |
| 有栗駅                    | 1.0       | 5.6       |                                                     | 長岡市               |        |
| 西長岡駅                  | 2.0       | 7.6       |                                                     | 長岡市               |        |
| 西中学校前駅              | 0.9       | 8.5       |                                                     | 長岡市               |        |
| 日越駅                    | 1.4       | 9.9       |                                                     | 長岡市               |        |
| 上除駅                    | 0.8       | 10.7      |                                                     | 長岡市               |        |
| 越後関原駅                | 1.2       | 11.9      |                                                     | 長岡市               |        |
| 越後日吉駅                | 1.2       | 13.1      |                                                     | 長岡市               |        |
| 王寺川駅                  | 0.9       | 14.0      |                                                     | 長岡市               |        |
| 脇野町駅                  | 2.5       | 16.5      | 三島郡三島町                                        |                      |        |
| 越後大津駅                | 1.1       | 17.6      | 三島郡三島町                                        |                      |        |
| 槙原駅                    | 1.6       | 19.2      | 三島郡与板町                                        |                      |        |
| 上与板駅                  | 1.7       | 20.9      | 三島郡与板町                                        |                      |        |
| 与板駅                    | 1.5       | 22.4      | 三島郡与板町                                        |                      |        |
| 岩方駅                    | 2.3       | 24.7      | 三島郡寺泊町                                        |                      |        |
| 町軽井駅                  | 3.1       | 27.8      | 三島郡寺泊町                                        |                      |        |
| 大河津分水駅              | 2.4       | 30.2      | 三島郡寺泊町                                        |                      |        |
| 大河津駅（3代目寺泊駅）   | 1.1       | 31.3      | 三島郡寺泊町                                        | 日本国有鉄道：越後線 |        |
| 法崎駅                    | 2.0       | 33.3      | 三島郡寺泊町                                        |                      |        |
| 寺泊新道駅（2代目寺泊駅） | 2.8       | 36.1      | 三島郡寺泊町                                        |                      |        |
| （臨）金山駅              | -         | -         | 三島郡寺泊町                                        |                      |        |
| 寺泊海水浴駅              | 1.9       | 38.0      | 三島郡寺泊町                                        |                      |        |
| 寺泊温泉駅                | 0.5       | 38.5      | 三島郡寺泊町                                        |                      |        |
| 寺泊駅（初代）            | 0.7       | 39.2      | 三島郡寺泊町                                        |                      |        |

## 輸送・収支実績
| 年度 | 旅客輸送人員（人） | 貨物輸送数量（トン） | 鉄道業営業収入（千円） | 鉄道業営業費（千円） |
| ---- | ------------------ | -------------------- | ---------------------- | -------------------- |
| 1952 | 1,404,905          | 58,396               |                        |                      |
| 1958 | 1,845千            | 103,568              |                        |                      |
| 1963 | 2,233千            | 286,381              |                        |                      |
| 1966 | 2,356千            | 408,291              |                        |                      |
| 1979 |                    | 232,346              | 125,844                | 196,876              |
| 1982 |                    | 138,705              | 111,416                | 126,571              |
| 1984 |                    | 96,460               | 79,766                 | 93,332               |
| 1985 |                    | 97,007               | 79,851                 | 83,191               |
| 1986 |                    | 101,452              | 75,388                 | 83,982               |
| 1987 |                    | 87,262               | 63,422                 | 88,132               |
| 1988 |                    | 100,606              | 78,984                 | 78,815               |
| 1989 |                    | 102,389              | 73,029                 | 75,326               |
| 1990 |                    | 86,785               | 78,323                 | 68,781               |
| 1991 |                    | 75,287               | 56,990                 | 68,788               |
| 1992 |                    | 58,109               | 41,032                 | 43,525               |
| 1993 |                    | 54,102               | 39,383                 | 39,729               |
| 1994 |                    | 53,184               | 36,798                 | 39,504               |

- 地方鉄道軌道統計年報1952年、私鉄統計年報1958.1963.1966年、民鉄主要統計『年鑑世界の鉄道』朝日新聞社、1983年『年鑑日本の鉄道』鉄道ジャーナル社、1985、1987-1997年

## 車両

### 蒸気機関車
- 3 - 1939年（昭和14年）廃車。日本鋼管鶴見製鉄所に譲渡。

### 電気機関車
- EB110形EB111 - 1952年日本鉄道自動車製、重量18ｔ、出力112kWの凸型機。軸配置は一見B-BのD形機に見えるが、片軸駆動のため形式はEBとなった。1967年に秋田中央交通線に移籍、同線の廃止と共に廃車となった。
- ED260形ED261 - 元富岩鉄道ロコ2形→国鉄ED26形
- ED260形ED262 - 元武蔵野鉄道デキカ10形→西武鉄道E11形
- ED310形 - 元西武鉄道E31形
- ED400形
- ED510形 - 元長野電鉄ED5000形
- ED5100形 - 元定山渓鉄道ED500形→長野電鉄ED5100形

### 電車
- モハ5000形 - 元富士身延鉄道モハ110形モハ111→国鉄90形モハ93007→モハ1200形モハ1207
- モハ1400形 - 元小田急電鉄デハ1200形・デハ1400形・クハ1450形

### 客車
開業時に用意されたのは1915年天野工場製の木製ボギー客車で特三等合造車2両と三等車（ロ1・2）の4両。1918年には東武鉄道にロ1・2を譲渡し、同時に東武鉄道より木製2軸三等客車5両（ハフ1・2・5・6・7）を譲受けた。
その後の変遷
- 1916年天野工場製木製2軸三等客車6両（ロ3-8）。
- 1917年天野工場製木製2軸特等客車（イ1）。
- 1922年日本車輌製木製2軸三等客車3両（ロ9-11）日本車輌製三等荷物合造車2両。

1930年に特等廃止。記号番号変更三等ロをハに変更。
- 1930年イ1をハ12に改番。
- 1936年ハ12をキハ103に改造。
- 1939年東武鉄道より譲渡をうけた客車5両廃車。

### その他
- 貨物取扱駅構内の貨車入換・除雪用として、ロータリー除雪装置付貨車移動機2ないし3両を保有していた[25]。

### 車両数の変遷
| 年度      | 蒸気機関車 | 内燃動車 | 客車 | 貨車 | 貨車 |
| 年度      | 蒸気機関車 | 内燃動車 | 客車 | 有蓋 | 無蓋 |
| --------- | ---------- | -------- | ---- | ---- | ---- |
| 1915      | 2          |          | 4    | 8    | 10   |
| 1916      | 4          |          | 10   | 19   | 20   |
| 1917      | 4          |          | 11   | 19   | 30   |
| 1918      | 4          |          | 14   | 18   | 30   |
| 1919-1921 | 4          |          | 14   | 19   | 30   |
| 1922      | 4          |          | 19   | 19   | 30   |
| 1923-1927 | 6          |          | 19   | 19   | 30   |
| 1928      | 6          |          | 21   | 19   | 30   |
| 1929      | 6          | 2        | 19   | 19   | 30   |
| 1930      | 6          | 3        | 19   | 19   | 30   |
| 1931-1934 | 6          | 4        | 19   | 19   | 30   |
| 1935-1936 | 6          | 4        | 19   | 19   | 30   |
| 1937      | 6          | 5        | 18   | 19   | 30   |

- 鉄道省鉄道統計資料、鉄道統計資料、鉄道統計各年度版
- 内燃動車の数両には1935年以降ディーゼル動車1両を計上